# UPS Airlines
UPS Airlines — американская грузовая авиакомпания, дочернее предприятие United Parcel Service Inc. Штаб-квартира находится в городе Луисвилл, штат Кентукки. Базовый аэропорт — Луисвиллский международный аэропорт.

## География полётов
UPS Airlines совершает полёты в более чем сто стран мира

## Флот
На июль 2021 года UPS Airlines имела в своём флоте 283 самолёта: 

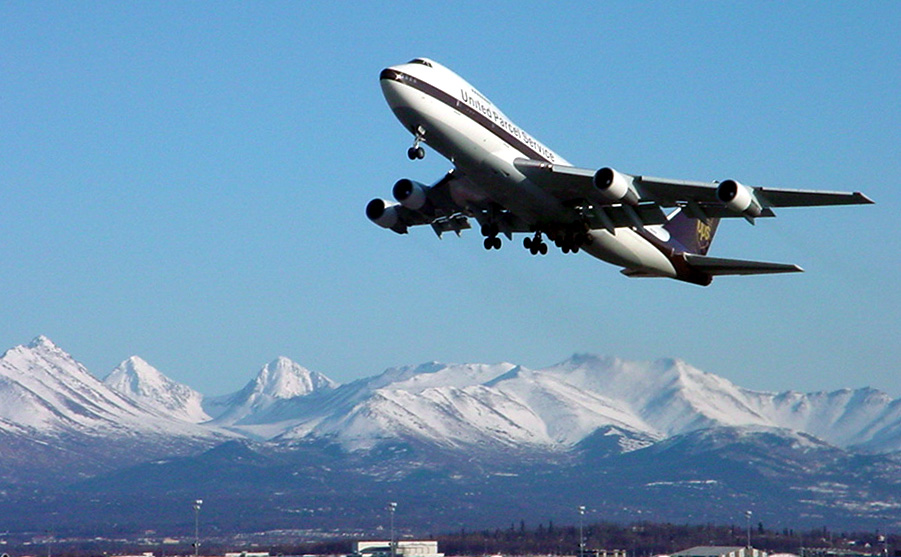
Boeing 747-200 вылетает из аэропорта Анкориджа, 2003 год

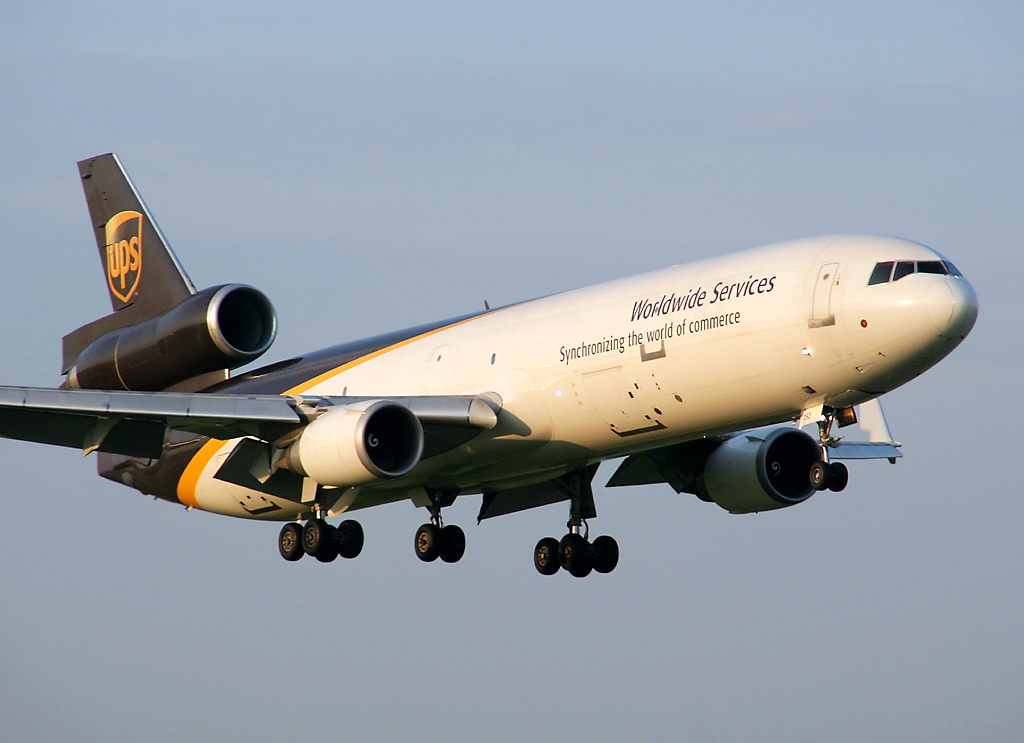
McDonnell Douglas MD-11 авиакомпании

## Значительные аварии и происшествия
- 11 сентября 1998 года Boeing 767-300 (рейс 744, бортовой номер N316UP) получил повреждения в аэропорту Луисвилл. Во время посадки в аэропорту бушевал тропический ливень со штормом, самолёт не смог остановиться на взлётно-посадочной полосе. После съезда с полосы правая стойка шасси отломилась, и правый двигатель оторвался от крыла. После значительного ремонта самолёт возвращён в парк авиакомпании[2].
- 7 июня 2005 года McDonnell Douglas MD-11 (рейс 6971, бортовой номер N250UP) получил повреждения в аэропорту Луисвилл при возвращении из анкориджского аэропорта. Носовая часть самолёта была слишком наклонена при посадке, и передняя стойка шасси была повреждена. После ремонта, стоившего 10 миллионов долларов США, самолёт был возвращён во флот компании[3].
- 8 февраля 2006 года Douglas DC-8 (рейс 1307, бортовой номер N748UP) разрушен пожаром в аэропорту Филадельфии при посадке из аэропорта Атланты. Прямо перед посадкой экипаж сообщил о срабатывании датчика дыма в грузовом отсеке. После посадки самолёт сгорел; источник огня так и не был найден[4].
- 3 сентября 2010 года самолет Boeing 747-400F (рейс UPS 6, бортовой номер N571UP) в результате самовозгорания грузового контейнера с литиевыми аккумуляторами упал в малонаселенной области близ Дубая. В результате авиакатастрофы оба пилота погибли. Катастрофа рейса UPS 6 была первой катастрофой с человеческими жертвами в истории авиакомпании UPS Airlines.
- 14 августа 2013 года самолет Airbus A300-600 (рейс 1354, бортовой номер N155UP) разбился  на подходе к международному аэропорту Бирмингем-Шаттлсуорт[англ.] в Бирмингем, Алабама. Погибли оба пилота.

## Внешние ссылки
- United Parcel Service Inc.